# Ferdinand Tellgmann

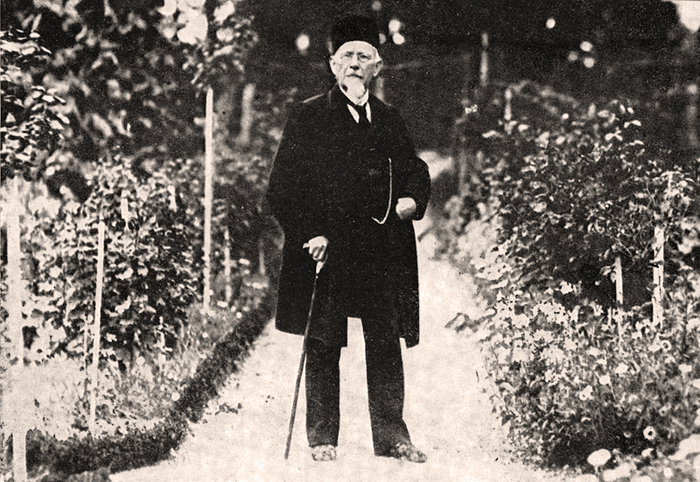
Ferdinand Tellgmann im Garten, 1897 (das letzte Foto Tellgmanns)

Johann Otto Carl Ferdinand Tellgmann (* 24. September 1811 in Bischhausen bei Eschwege; † 8. April 1897 in Mühlhausen/Thüringen) war ein deutscher Porträtmaler der Biedermeierzeit und Fotograf.
Er wandte sich frühzeitig der Daguerreotypie zu, gilt als Begründer der Fotografen-Dynastie Tellgmann und steht mit seiner Biographie beispielhaft für den Übergang von der Porträtmalerei zur Porträtfotografie in der Mitte des 19. Jahrhunderts.

## Familie

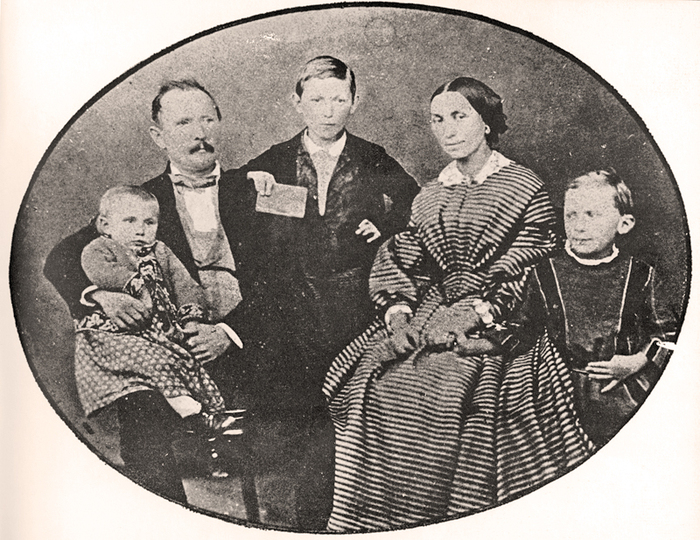
Gruppenbild der noch jungen Familie Tellgmann in den 1860er Jahren

Der Maler und spätere Fotograf Tellgmann begründete mit seiner Familie „eine Fotografendynastie aus Söhnen, Enkeln, Schwägern und Neffen“ mit insgesamt zehn Fotografen, die insbesondere in Nordthüringen und Nordhessen tätig waren. Geboren 1811 als Sohn des Pächters August Tellgmann, heiratete Ferdinand Tellgmann am 9. Juli 1848 in Mühlhausen Cäcilie Bregazzi (1825–1903), eine Schwester der Fotografen Eduard und Christian Bregazzi. Der erste Sohn des Ehepaares, August Tellgmann (* 7. Mai 1848; † 1912), war bereits zwei Monate zuvor geboren worden und wurde am Tag der Eheschließung seiner Eltern getauft. Er führte später ein Textilgeschäft in Nordhausen.
Die weiteren Söhne
- Franz Tellgmann (* 23. Januar 1853; † 1933) und
- Oscar Tellgmann (* 20. September 1857; † 2. Oktober 1936)

führten später das Geschäft ihres Vaters weiter, eröffneten eigene Geschäfte und stiegen zu Hoffotografen sowie zu Manöver- und Kriegsfotografen auf. Bis zum Ausbruch des Ersten Weltkriegs zählten die beiden Brüder zu den lediglich vier offiziell anerkannten „Militärfotografen“. Allerdings beteiligte sich kein Fotograf aus der Familie Tellgmann nach dem Bekanntwerden der Kriegspläne Adolf Hitlers an weiteren Manövern.
- Franz Tellgmanns Sohn Paul übernahm 1930 das Stammgeschäft in Mühlhausen und führte es bis 1950.[1]
- Der (angeheiratete) Neffe Otto Schulz (* 1870 in Berlin; † 1952 in Mühlhausen) war Architekt und Fotograf im Ersten Weltkrieg.[3]

## Werdegang

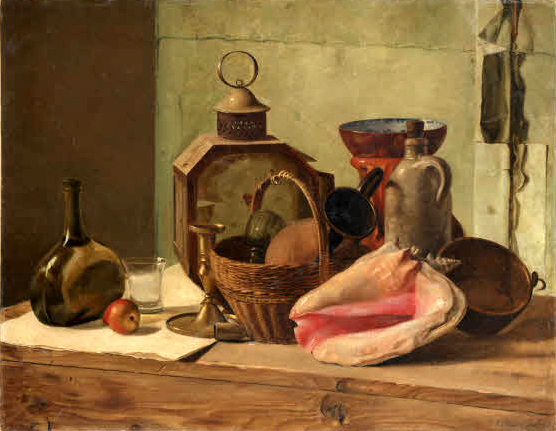
1833: Stillleben, im Besitz der Museumslandschaft Hessen Kassel (MHK)

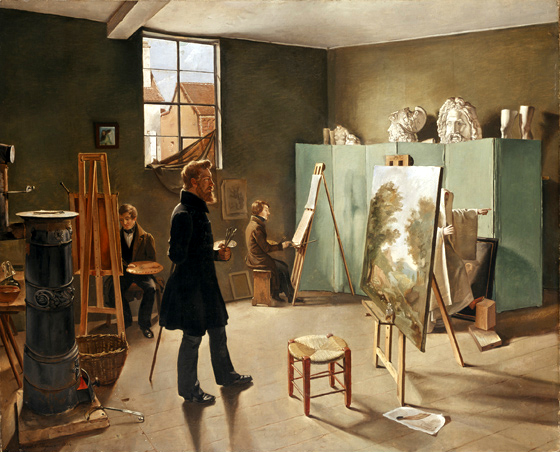
1834: Im Atelier, ein noch unidentifizierter Meister mit seinen Schülern beim Malunterricht, MHK

Tellgmann infizierte sich im Alter von zwei Jahren mit Scharlach, wodurch seine Trommelfelle platzten. In der Folge erlernte er nicht nur nicht die gesprochene Sprache, sondern blieb für den Rest seines Lebens taubstumm. Fünf Jahre später gaben seine Eltern den Knaben in die Obhut des damaligen Pfarrers von Altenburschla, der sich dann persönlich um die schulische Ausbildung Tellgmanns kümmerte. Dabei wurde schon früh ein künstlerisches Talent des Schülers sichtbar. So konnte Tellgmann im Jahr 1827 eine Ausbildung an der damaligen Kurfürstlichen Akademie in Kassel beginnen, wo er sich auf die Porträtmalerei spezialisierte.
Von den Werken aus der Studienzeit Tellgmanns ragt das biedermeierliche Gemälde Im Atelier von 1834 heraus, eine „Momentaufnahme, die in anschaulicher Weise die Ausbildung und Arbeitssituation von Kunststudenten in der damaligen Zeit schildert.“
„In Tellgmanns biedermeierlichen Bildnissen wird seine große Naturnähe und die an den alten Holländern geschulte Koloristik deutlich.“
Nach erfolgreichem Abschluss seines Studiums wurde er ab 1838 als Porträtmaler zunächst in seiner Heimatregion in Eschwege/Wanfried, wo seine Eltern nun wohnten und wo Tellgmanns Vater schon 1829 zusätzlich die Stelle des Posthalters von Thurn- und Taxis überantwortet bekommen hatte, sowie in Mühlhausen tätig. Nachdem Tellgmann von einem Mühlhäuser Bankier den Auftrag für ein Porträtbild von dessen in Eschwege lebender Braut erhalten hatte, überzeugte das Ergebnis so, dass der Maler nach Mühlhausen eingeladen wurde. Dort gründete Tellgmann schließlich, begünstigt von der anfangs konkurrenzlosen Situation als Porträtist und Kunstmaler, mit Datum vom 3. Juli 1841 seine Firma F. Tellgmann.
Wenige Jahre nach der Erfindung des „Lichtbildes“, der Daguerreotypie, schloss sich Tellgmann 1843 dem in Kassel tätigen Fotopionier Moses J. Landauer an, bei dem er die Geheimnisse der seinerzeit noch erstaunlichen „Photo“graphie erlernte. Die neue und in den Folgejahren immer weiter verfeinerte Technik des Fotografie brachte der jungen Familie einen gewissen Wohlstand.
Nachdem Tellgmann im Weißen Haus bei einem Tanzvergnügen Cäcilie Bregazzi kennengelernt hatte, heirateten sie nach langer Verlobungszeit am 9. Juli 1848, nachdem ihr erster Sohn, August, bereits das Licht der Welt erblickt hatte.
Acht Jahre nach den Anfängen mit seiner Daguerreotypien, die alle Unikate waren, und nach den bald folgenden, vervielfältigbaren Photographien, malte Ferdinand Tellgmann noch einmal, farbig und in Öl: das auf das Jahr 1851 datierte und signierte, heute im Bestand der Kunstsammlung der Universität Göttingen befindliche Gemälde Porträt einer Frau zeigt vermutlich Tellgmanns Ehefrau Cäcilie. Das Bildnis gilt als Beispiel für den „Umschwung von Porträtmalerei zu Porträtfotografie um die Mitte des 19. Jahrhunderts.“
Nachdem Ferdinand Tellgmann in der eigenen Familie und mittels Heiratspolitik eine regelrechte Fotografendynastie begründet hatte, zog er sich 1877 als Senior aus dem aktiven Geschäftsleben zurück. Die Führung seiner Mühlhäuser Firma übertrug er seinem ältesten Sohn Franz, der zuvor ebenfalls zum Fotografen ausgebildet worden war. Franz eröffnete eine Filiale in Eschwege, die bald von seinem Bruder Oskar geführt wurde. Dieser eröffnete weitere Filialen in Bad Sooden, Wanfried an der Werra und Hersfeld, die jedoch bis zum Tode des Vaters 1897 noch dessen Namen trugen. 1891 konnte der Senior noch an den Feierlichkeiten zum 50-jährigen Gründungsjubiläum der Firma F. Tellgmann teilnehmen, bevor er sechs Jahre später starb.
Auch posthum wirkte die Familienpolitik des Firmengründers weiter: zwischenzeitlich hatte sein Schwager Christian Bregazzi um 1900 den Verlag Christian Bregazzi in Langensalza gegründet. Diesen Verlag mit Motivpostkarten übernahm dann Tellgmanns Sohn Franz. So ist beispielsweise eine postalisch am 2. Januar 1910 gelaufene Postkarte mit dem Impressum „Verlag Frz. Tellgmann, Hofphotogr. (vorm. Ch. Bregazzi)“ dokumentiert.

## Bekannte Werke

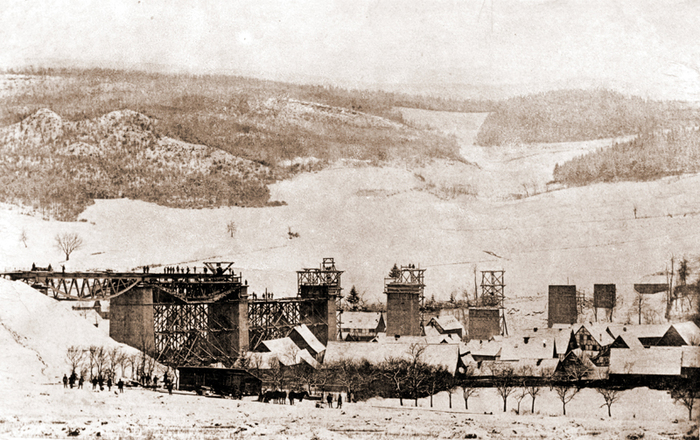
Um 1877: Bau des Lengenfelder Viadukts als Teil der Bahnstrecke Leinefelde–Treysa

Vier der dargestellten Ölgemälde finden sich heute in der Sammlung der Kasseler Gemäldegalerie, das Porträt einer Frau befindet sich in der Kunstsammlung der Universität Göttingen. Unter den erhaltenen Fotografien sticht die um 1877 entstandene Architektur- und Landschaftsaufnahme vom Bau des Lengenfelder Viadukts als Teil der Bahnstrecke Leinefelde–Treysa hervor.

Porträts (MHK)
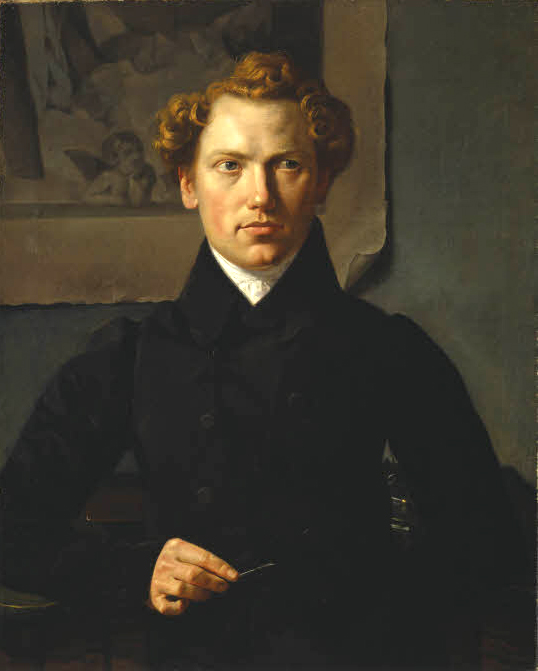
1834: Kupferstecher
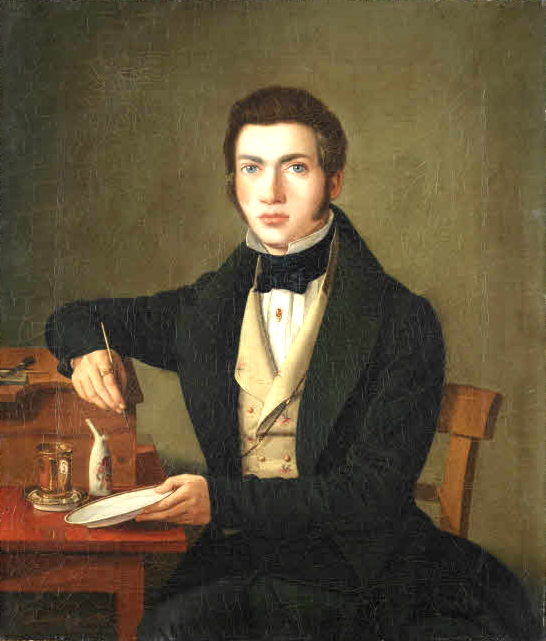
1837: Porzellanmaler
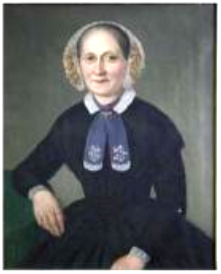
1851: Porträt einer Frau, vermutlich Cäcilie Tellgmann geborene Bregazzi

## Das erhaltene Fotoatelier und ein verschollenes Archiv
„[…] das komplette Fotoatelier von Ferdinand Tellgmann (eines der ältesten in Deutschland)“ findet sich heute im Stadtmuseum Eschwege. Hingegen ist über den „Verbleib des gewaltigen Negativarchivs“ des traditionsreichen Familienbetriebes nichts bekannt – es gilt als verschollen.